# 米夏埃拉·波萊雷斯
米夏埃拉·波萊雷斯（德語：Michaela Polleres，1997年7月15日—），奧地利柔道運動員，她代表奧地利隊參加了日本舉行的2020年夏季奧林匹克運動會，並且在女子70公斤級比賽上獲得銀牌。